# Un cavaliere
Un cavaliere è un autoritratto di Frans van Mieris datato 1657. È stato rubato nel giugno del 2007 dalla Galleria d'Arte del New South Wales, e non è mai più stato ritrovato. Viene inserito nella "Top Ten Art Crimes" dell'FBI ed è quindi considerato uno dei dipinti più ricercati al mondo, con un valore stimato di circa un milione di dollari.